# Fort Ross
Fort Ross (oorspronkelijke Russische naam: Крепость Россъ, Krepost Ross), is een voormalige Russische nederzetting langs de westkust van Noord-Amerika in het huidige Sonoma County in de Amerikaanse staat Californië. Fort Ross was van 1812 tot 1842 het hart van de meest zuidelijke nederzettingen van de Russen in Noord-Amerika. Het is een archeologisch waardevolle plaats en Fort Ross is erkend als National Historic Landmark. De nederzetting, de nabijgelegen kuststrook en de omliggende wouden vormen samen het Fort Ross State Historic Park.
Fort Ross is een overblijfsel van het tijdperk van het Europese imperialisme. De Spanjaarden breidden hun rijk westwaarts uit door de Atlantische Oceaan over te steken, terwijl de Russen oostwaarts uitbreidden door Siberië en de Stille Oceaan over te steken. In de vroege 19e eeuw ontmoetten die twee bewegingen - Rusland vanuit het noorden, Spanje vanuit het zuiden - elkaar halverwege Californië. Kort daarna, in 1846, kwamen de Amerikanen uit de Verenigde Staten vanuit het oosten toe in Californië en maakten zij een einde aan de kolonisering door Rusland en Mexico, dat Alta California sinds 1821 bestuurde.

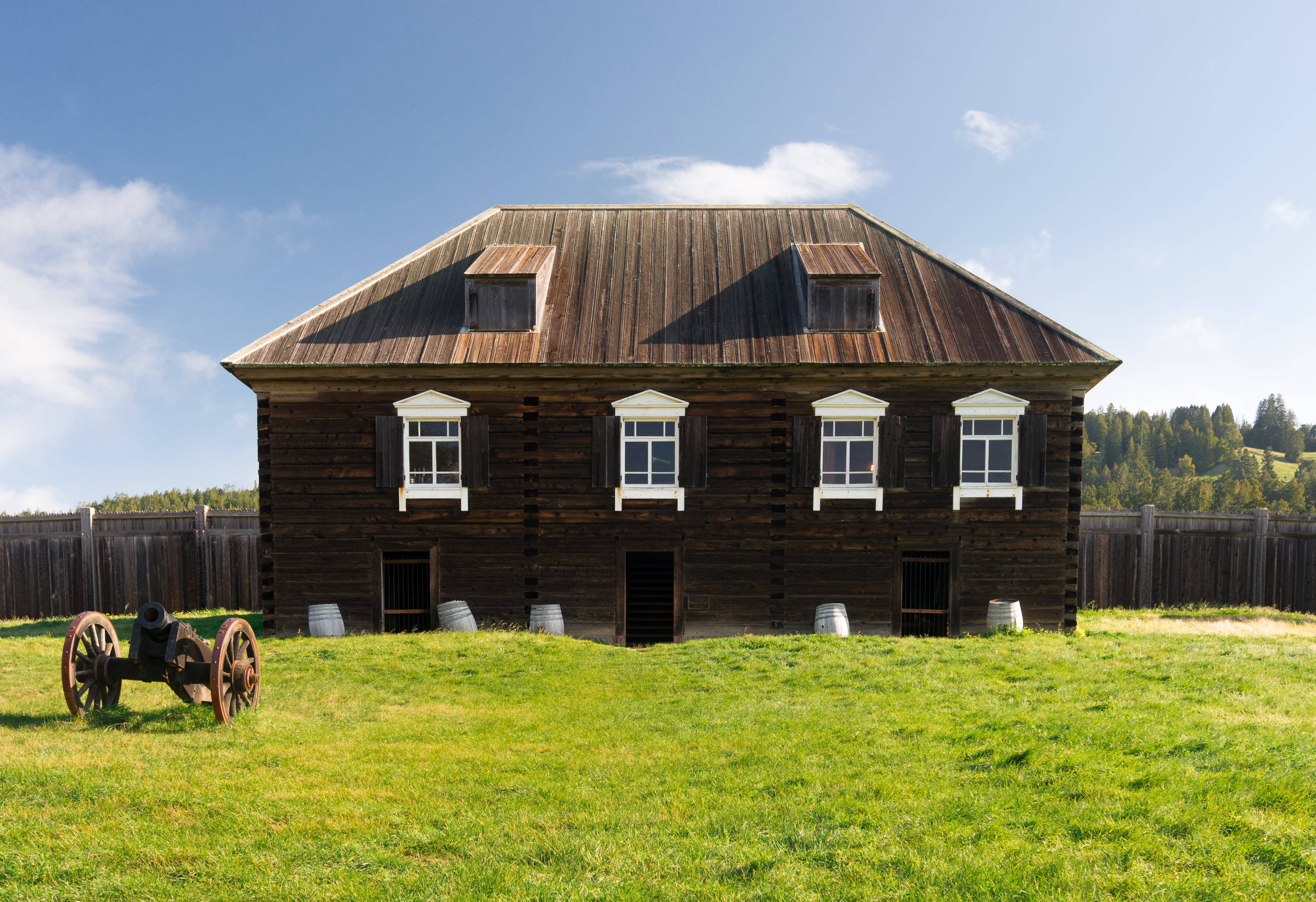
Kuskov House in Fort Ross
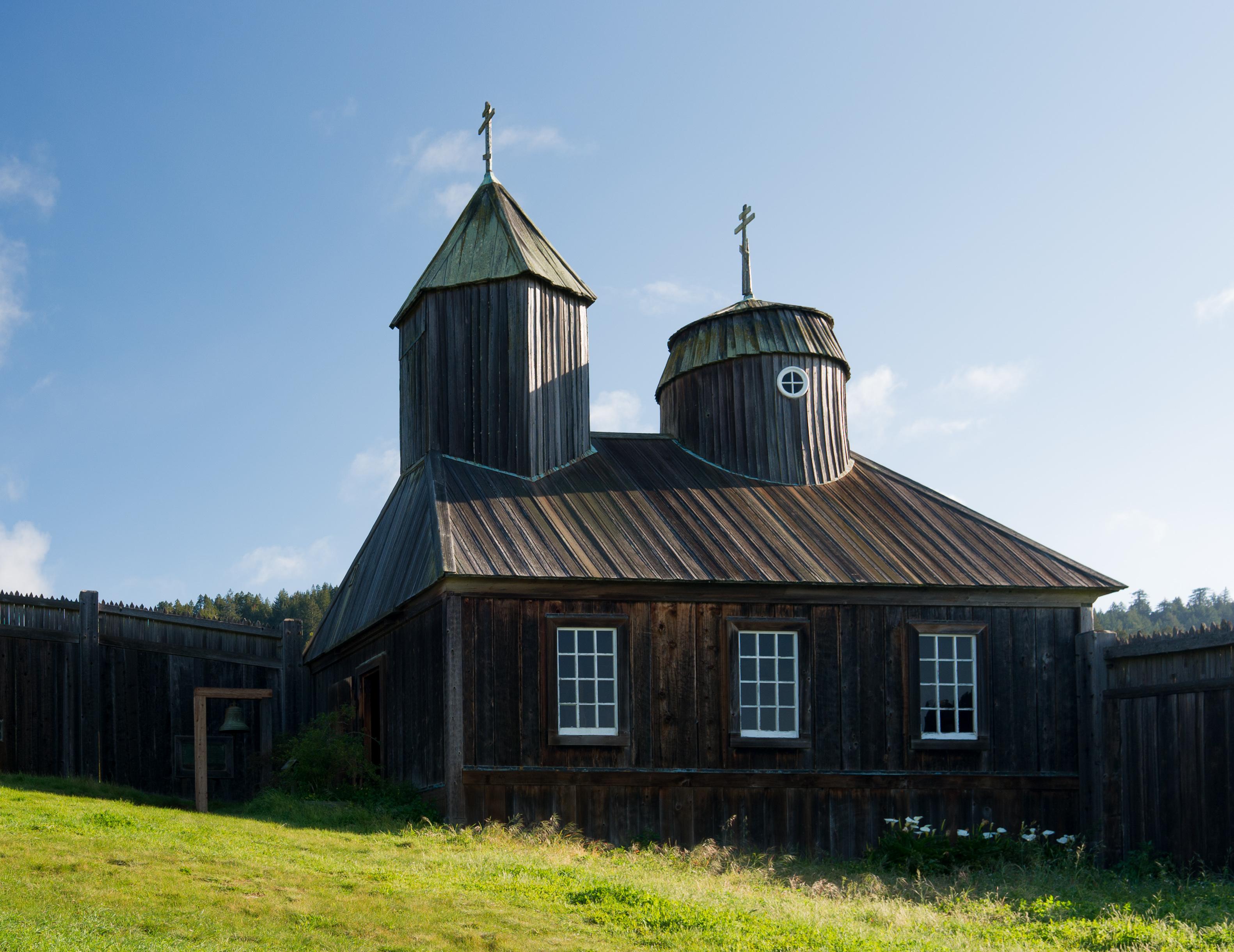
Holy Trinity Chapel, een reconstructie